# Jesús María Salas Larrazábal
Jesús María Salas Larrazábal (Burgos, 8 de junio de 1925-Madrid, 29 de marzo de 2016) fue un militar e historiador español.

## Biografía
Nacido en Burgos y bachiller en Madrid, con premio extraordinario, es nombrado capitán ingeniero aeronáutico en 1951 y destinado al INTA. Allí destaca en trabajos técnicos y como participante en 4 Congresos de Ingeniería, españoles y europeos. Recibe el Premio Nacional de Investigación en Equipo (1957) y el título de Doctor Ingeniero (1961).
Escritor de artículos técnicos en los años 50, en los 60 y 70 extendió esta actividad al campo histórico. Su libro La Guerra de España desde el aire, publicado en 1969, que se reedita en 1972 y se traduce al alemán en 1973 y al inglés en 1974, es seguido este mismo año por Intervención extranjera en la Guerra de España.
En 1976 se incorpora al Seminario de Historia Social del CESEDEN, para el que escribió 13 monografías de temas variados. En situación de servicios especiales en estos años, en HASA y CASA, vuelve a la situación de actividad al ascender a coronel en 1981. En este año es uno de los miembros fundadores del Seminario (luego Instituto) de Historia del Ejército del Aire. Número 1 en el curso de general, publica en español e inglés De la tela al titanio, es nombrado Jefe de la Maestranza Aérea de Sevilla y asciende a general en 1983.
Colabora en los libros colectivos Grandes vuelos de la aviación española, Aviones de la aviación militar española, Historia social de las Fuerzas Armadas, Historia general de España y América, Historia de la aviación española y Los aeropuertos españoles, etc., y publica Historia general de la Guerra de España (con su hermano Ramón), ahora reeditado, Guernica. La ingeniería aeronáutica de España y Ultramar, La Hispano Aviación. Proyectos HA-100, 200 y 300, la monumental obra Guerra aérea, 1936–1939, en 4 tomos, La caza rusa en España, en 2 volúmenes, en el año 2012 se reedita con nuevos datos su libro Guernica de 1987, retitulado Guernica, el bombardeo. La historia frente al mito y sigue colaborando de forma regular en la revista de historia aeronáutica Aeroplano con artículos principalmente centrados en la época de la guerra civil de la cual es uno de sus principales conocedores.
En 1987 asciende a general de división y hasta 1990, año de su pase a la reserva, simultaneó los cargos de Subdirector General en la DGAM; representante de España en los programas europeos del caza Eurofighter y del helicóptero de ataque; asesor de Ingeniería del Jefe de Estado Mayor del Aire; y director del programa secreto Orión del Estado Mayor de la Defensa. Jesús María Salas ha redactado más de un centenar y medio de artículos y conferencias, ha participado, en España y el extranjero, en seminarios, simposios, debates internacionales, cursos universitarios, programas de televisión y radio, etc.
Posee 2 Grandes Cruces (Mérito Aeronáutico y San Hermenegildo), las Cruces del Mérito Naval y Aeronáutico y otras condecoraciones varias. Ha recibido los preciados premios «Enrique de la Guardia» y «Emilio Herrera», convocados por la Asociación Mutualista de la Ingeniería Civil y por AENA, y «Marqués de Santa Cruz del Marcenado» (2009) del Ministerio de Defensa, para premiar una vida profesional y cultural sobresaliente.